# Marvel Zombies 2
Marvel Ƶombies II (en España Titulado Marvel Zombis: Civil War o Guerra Civil en Español) es un cómic estadounidense de 2007 publicado por Marvel Comics. Es la secuela de Marvel Ƶombies y precede a la entrega de Marvel Ƶombies III.
Fue escrita por el historietista Robert Kirkman e ilustrada por Sean Phillips y Artie Suydam. Publicada originalmente en el 2007 por la editorial estadounidense Marvel Comics.
La serie narra los hechos ocurridos 40 años después cuando los zombis regresan al planeta Tierra tras haberse comido prácticamente todo en el Universo, para intentar reparar el portal dimensional que construyeron Tony Stark y Reed Richards.

## Argumento
40 años después de que los zombis se marcharan de la Tierra, los Poderosos-Zombis cósmicos sistemáticamente han devorado toda vida en el universo Marvel, así como infectando al titán Thanos, a Fénix, a Shi'Ar, al Gladiador y al antiguo heraldo de Galactus el Señor del Fuego. Ellos deciden volver a la Tierra y reconstruir el portal interdimensional que Magneto destruyó hace cuarenta años; en su viaje a la Tierra, ellos devoran a Ego el Planeta Viviente para aliviar su hambre.
En la Tierra, el anciano T'Challa (alias Pantera Negra) gobierna a la gente que sobrevive en la nueva Wakanda, pero está en una lucha por el poder con los Acólitos, conducidos por Fabián Cortez. El nieto de Pantera Negra por casualidad descubre a Ojo de Halcón, quien se ha vuelto loco. Esa misma noche uno de los asesinos de Cortez ataca a  Pantera Negra mientras dormía y casi lo desentraña, pero es salvado por la Avispa —quien ha dejado de ser un zombi, ella deliberadamente lo infecta para "salvarlo", dejándolo convertido en un Zombi. Durante las décadas en los viajes interestelares hacia la Tierra, Spider-Man y Luke Cage gradualmente pierden su hambre y comienzan a actuar racionalmente otra vez. Cortez decide asesinar a Pantera Negra, a la Avispa y a Ojo de Halcón, pero la ejecución es retrasada por la llegada de los Zombis cósmicos que han llegado a la Tierra. Giant-Man desea comenzar un "programa de crianza" para crear más alimento humano, pero entonces la batalla comienza con El Hombre-Araña y Luke Cage, sabiendo que ellos han cometido un error ahora que su hambre ha disminuido, para permitirles pensar Racionalmente. Hulk vuelve a Bruce Banner y es capturado.
Los humanos crean una barrera impenetrable, con la mayor parte de los zombis cósmicos fuera. Dentro de la barrera El Hombre Araña con la ayuda de Power Man Matan al Gladiador. Los humanos curan los daños que recibió Luke Cage y reemplazan los miembros perdidos de Peter Parker con la cibernética robótica. El Hombre Araña Revela que otros Zombis están buscando un transporte dimensional. Sabiendo que los zombis no se marcharán sin el dispositivo, los héroes se preparan para la siguiente batalla. Entonces es revelado que el hijo difunto T'Channa de la Pantera Negra ha sido reanimado con una parte del cerebro del Coronel América dentro de él. Durante la siguiente batalla, Iron Man altera el compuesto y combate a Forja, T'Channa y varios Acólitos. Tal como los zombis cósmicos ganan la batalla y se preparan al banquete con la gente restante, El Hombre Gigante está Sorprendido de comprender que él ha perdido su hambre.
Giant-Man convence a los zombis que su hambre desapareció, ellos son interrumpidos por un Hulk enfurecido y Hambriento. La Masa destruye a varios de los Zombis (Fénix, el Señor del Fuego, Ojo de Halcón y al Iron Man) como ellos intentan parar a La Masa de comer a la gente restante. Reynolds, que se ha Enamorado de la Avispa y cree que ella está muerta, se ofrece a él mismo para ser devorado por El Hombre Increíble para detener su cólera. La Masa consume a Reynolds y se transforma en Brian Banner, que ruega ser muerto por los sobrevivientes para prevenir que La Masa continue con su destrucción, así que sus amigos zombificados cósmicos lo decapitan y minutos después celebran funerales de sus amigos zombificados como héroes de honor. La nueva Wakanda es reconstruida, y Cortez usa el portal para transportar lejos a los zombis restantes, teniendo la intención de obtener el control de la población para él.

## En otros medios

### Película
- En Spider-Man: lejos de casa, ambientado en Marvel Cinematic Universe, Mysterio crea la ilusión de un Hombre de Acero Zombificado, Inspirado en la Portada del Primer Número de Zombis Marvel 2.